# Жилищно-коммунальное хозяйство Воронежа
Жилищно-коммунальное хозяйство Воронежа — совокупность отраслей экономики города Воронеж, обеспечивающих работу инженерной инфраструктуры зданий населённых пунктов. В ЖКХ входят жилищное хозяйство (капитальный и текущий ремонт зданий), теплоснабжение, водоснабжение, электроснабжение, ремонт инженерных коммуникаций, а также благоустройство территорий, утилизация мусора и уборка.

## История
В 1804 году в Воронеже появилось первое уличное освещение, когда воронежский губернатор распорядился, чтобы домовладельцы поставили рядом с принадлежавшими им домами деревянные фонарные столбы со свечными фонарями. Это указание было выполнено лишь частично. В 1822 году на Большой Дворянской начали создавать первые тротуары, с 1824 года — мостить камнем городские улицы, строить кирпичные стены для предотвращения дальнейшего разрушения уличных спусков. Воду в Воронеж до середины XIX века доставляли водовозы, берущие её из реки Воронеж или из колодцев-журавлей. 18 октября 1869 года на личные средства городского главы Степана Лукьяновича Кряжова и под его руководством в Воронеже был построен первый водопровод. Водонапорная башня стояла на территории современной площади Ленина.
Обеспечение жителей современного Воронежа питьевой водой продолжает оставаться одной из серьёзных проблем городского жилищно-коммунального хозяйства. Воронеж входит в число городов, в которых вода в водопроводные трубы попадает только из подземных источников, что позволяет предотвратить массовые кишечные заболевания из-за водоснабжения. По данным февраля 2010 года, предприятия и жители Воронежа потребляли 500 тысяч кубометров воды в сутки, которые поступают в водопровод из 245 скважин городских водоподъёмных станций. Тем не менее на протяжении последних десятилетий, начиная с 1970-х годов (время начала массового строительства многоэтажных домов), в некоторых микрорайонах города (Северный, Юго-Западный и др.) существует проблема нехватки воды, поэтому холодное и горячее водоснабжение во многих домах осуществлялось по графику: с 6.00 до 12.00 и с 17.00 до 23.00. В дни государственных праздников, в выходные дни часто производится круглосуточное водоснабжение в данных районах. В феврале 2010 года глава областной администрации Воронежской области Алексей Гордеев заявил, что график подачи воды в Воронеже будет отменён к 2011 году.
В 2011 году глава Воронежской областной администрации А. В. Гордеев часто характеризовал состояние ЖКХ города Воронежа отрицательно. В интервью одной из городских газет он называл ЖКХ одной из главных проблем Воронежа.